# 地獄大使
- 仮面ライダーシリーズ
  - 仮面ライダー > ショッカー > 地獄大使
  - 仮面ライダーシリーズ登場怪人一覧 > 仮面ライダーシリーズ第1期登場怪人一覧 > 地獄大使

地獄大使（じごくたいし）は、特撮テレビドラマシリーズ「仮面ライダーシリーズ」の作品に登場するキャラクターである。
ここでは、地獄大使が変身する怪人ガラガランダについても解説する。
オリジナルは特撮テレビ番組『仮面ライダー』に登場。ゾル大佐・死神博士に続く、第3のショッカー大幹部である。同作品の敵幹部としては最も登場期間が長い。前任の2人とは異なる怪人寄りの容姿や、演じた潮健児による怪演技が視聴者にインパクトを与え、人気を博したとされる。

## 『仮面ライダー』に登場する地獄大使
『仮面ライダー』第53話 - 第62話、第64話 - 第67話、第69話 - 第79話、劇場版『仮面ライダー対じごく大使』に登場。
第52話で南米支部へ異動した死神博士に代わり、東南アジア支部から日本に着任したショッカー日本支部3代目大幹部。世界各地に156にも及ぶ秘密基地を作った功績を持つ。首領への忠誠心が異常に強い。古代エジプトのファラオの仮面をモチーフにした特異な被り物や凝ったコスチューム、特注のショッカーベルトをそれぞれまとっている。毒々しいメイクで彩られた顔は、「体を改造している時にあのような顔になった」と説明されている。
戦闘時の武器は電磁鞭と左手のアイアンクロー。
指揮能力は死神博士よりも高く、他の幹部よりもアジトから出て前線におもむくことが多い。大規模基地の建設や全国規模のテロなど大がかりな作戦を得意とし、さらに従来の幹部以上に細菌を用いた作戦も企てたりと数多くの作戦を指揮する。しかし、感情の起伏が激しく冷静さや緻密さに欠けるため、作戦の詰めが甘くなりがちな一面を持つ。
現場で部下に気さくに声をかけるなどの鷹揚さや、人質とした研究者・木原博士にショッカーを代表して礼を尽くす（第71話）などの人間性も併せ持つ。しかし、死神博士とは折り合いが悪く、自分の在任中に彼が来日した際には、協力的な素振りを見せつつ互いに牽制し合う。この時は、仮面ライダーを倒す能力を有していた怪人ナマズギラーを死神博士から提供されたが、ナマズギラーの弱点を教えられたにもかかわらず理解していなかったため、作戦は失敗に終わる。
ゲルショッカーの台頭後は自らの大幹部としての立場が危うくなり、特に第78話ではショッカー首領から納得の行かない命令を出された上、作戦失敗の責任を全て負わされるという理不尽な目にあっている。追い詰められた彼はショッカーを裏切ったふりをして新1号に近づくという捨て身の作戦に出る。最後の戦いでは怪人ガラガランダに変身して戦うが敗れ、「きっと蘇って、必ず貴様を倒してやる！」と未だ尽きぬ仮面ライダーへの執念と「ショッカー軍団万歳！」の断末魔の叫びを遺し、ショッカーを称えつつ爆死する。
- 演 - 潮健児

劇中未公表の設定
本名はダモン。アメリカはサンフランシスコのバークランド街出身。スラムで育ち、従兄弟のガモンを影武者に仕立てることでそつなく犯罪をこなしてきた。逮捕されてアルカトラズ刑務所に送り込まれても、2人で脱出に成功した。
ガラガラヘビの研究家として、北アメリカ西部の砂漠地帯で研究を続けていたが、その後は数奇な人生を辿り、ガモンとともに新興国家のゲリラ軍の大佐に任命されて革命を指揮する。やがて、ダモンは仲間の裏切りによる銃創を負い死亡した後、ショッカーによる改造手術とスカウトを経て改造人間として復活したが、ガモンは袂をわかって脱走し、のちにバダンの指揮官・暗闇大使となった。
「地獄大使」という名は、「ショッカー本部=地獄」の「外交官=大使」という意味合いで名乗るようになったものである。
幼少時代から侮蔑と迫害にまみれた人生を送ったダモンが、首領に使い捨てにされてもなお最期を迎える直前に「ショッカー万歳！」と叫んだのは、せめてもの拠り所を求めた内心の発露だったのではないかと言われる。

デザイン
地獄大使の原型は、原作者の石森章太郎が提案したビッグゼロで、人間的な容姿だった先の2大幹部との差別化のため、機械的な要素を強調していた。だが、実際の地獄大使の衣装はビッグゼロのシルエットを踏襲しつつも、平山の案で潮の顔が見えるデザインになった。ビッグゼロの「コンピューターの怪物」というアイデアは、石ノ森の漫画版に登場するビッグマシンという形で活かされている。また、各児童誌の漫画に登場する地獄大使も、ゴーグルを着用しているところにビッグゼロの印象が色濃く残っている。書籍によっては、地獄大使より初出の早いビッグマシンをモデルと記述している。
最終的なデザインは「エジプトの若きファラオ」のイメージとされ、配役には本郷猛と同年代の美青年が想定されていたが、悪役としての迫力が不足しているとの意見から個性派俳優の潮が起用された。プロデューサーの平山亨は、特徴的なデザインに負けない役者は潮しかいないと考えたという。
最初に撮影が行われた第56話では顔のメイクが異なっている。

その後の作品への登場
『仮面ライダーV3』
第27話・第28話に登場。毒ガス兵器「ギラードガンマー」による日本全滅作戦を遂行すべく、ショッカーの他の幹部やブラック将軍と共に復活する。
日本全滅作戦では九州地方を担当。「かつてはショッカー軍団を率い、ダブルライダーと死闘を続けた自分だ」とデストロンに自慢していたが、ゾル大佐からは「そそっかしい」ブラック将軍からは「おっちょこちょい」などと酷評されたうえ、捕獲した風見志郎を逃がして作戦を台無しにしてしまう。それでも、人質にされた自分もろとも仮面ライダーV3を攻撃するように懇願するなど忠誠心や責任感の強さも見せ、最終的にはアジトと運命を共にする。
- 衣裳は『仮面ライダー』のものと同一。

## 『劇場版 仮面ライダーディケイド オールライダー対大ショッカー』に登場する地獄大使
映画『劇場版 仮面ライダーディケイド オールライダー対大ショッカー』に登場。
ショッカーの出身。死神博士とともに怪人軍団の指揮を執る大ショッカーの大幹部。気性は荒いが組織への忠誠心は厚い。原典との違いは鎧の色が黒になっており、兜とベルトの紋章が大ショッカーのものになっていることである。
地獄大使がビールで「ガラガラ」とうがいをすることでガラガランダに変身。ムチのような右腕を自在に伸ばして相手を攻撃する。
最終決戦で1号・2号・BLACK RX・カブトを同時に相手にするも、RX・カブトの連携攻撃で怯んだところに1号・2号の「ライダーダブルキック」を受け「偉大なる大ショッカー大万歳!!」と絶叫しながら元の姿を浮かび上がらせて爆死した。
- 演 - 大杉漣 / 声 - 鈴村健一
- 漫画版では地獄大使と別個体としてガラガランダが登場。

## 『仮面ライダー1号』に登場する地獄大使
2016年の映画『仮面ライダー1号』に登場。
ショッカー首領が倒されて半世紀近くが経過した世界各地にて悪事を働いていたショッカー残党の前に、亡霊のような状態で登場。謎の眼魔の介入によって肉体を伴った完全復活を遂げるため、立花藤兵衛の孫娘・麻由の中に眠る「英雄の眼魂」を生け贄として狙う。戦闘時には、毒蛇型のマスクを装着した姿に変わる。
ノバショッカーを相手に1号と共闘する形となり、最終的に負傷しながらも生き残った後、眼魂を失ったことから急激な老化が始まる。最後は1号=本郷猛にかつての戦いの決着を切実な表情で望むが、「助かった命を大切にして生きるんだ」「身体を労われ地獄大使」と告げられ、その場に置き去りにされた。
- 演 - 大杉漣
- 2009年の映画『劇場版 仮面ライダーディケイド オールライダー対大ショッカー』でも「大ショッカー幹部」としての地獄大使を演じた大杉が、『オールライダー』版とおおむね同一のデザインのスーツで7年ぶりに演じている。しかし、公開から約2年後の2018年2月21日に急逝した[28]ため、大杉が演じる地獄大使は本作品が最後となった。その後、同年4月14日に青山葬儀所にて大杉のお別れ会「さらば！ゴンタクレ」が営まれた際、会場には地獄大使に扮した大杉のパネルがファンのために用意された[29]。
- 戦闘時のマスクは竹谷隆之がデザインを担当した[30][31]。竹谷はガラガランダとしてデザインしているが[30]、劇中では言及されず、各メディアではガラガランダとして紹介しているもの[出典 1]とガラガランダに似た姿として紹介しているもの[出典 2]、怪人態として紹介されているもの[37][27]がある。

## その他の作品に登場する地獄大使
小説作品
小説『S.I.C. HERO SAGA MASKED RIDER ZX EDITION -ドラゴン・ロード-』
『仮面ライダーZX』の小説作品。地獄大使自体が9人ライダーに倒された怪人たちの悪霊と化したエネルギー体の中心として登場し、バダンの幹部である従兄弟の暗闇大使にとり憑いて無茶な作戦を続け、バダン内における彼の人望を失くすと共に、ZXを改造して自身を倒した1号にぶつける相手にしようと目論む。
最終決戦では、暗闇大使に憑依したまま怪人体であるサザンクロスに変身して10人ライダーを圧倒するが、ライダーマンの機転により時空破断システムのエネルギーを浴びさせられ、悪霊の正体として現すも姿を消す。
漫画作品
すがやみつる版漫画『仮面ライダー』・すがやみつる版漫画『仮面ライダーV3』
『仮面ライダー』では「怪奇フクロウ男」から「ゲルショッカー怪人ガニコウモル」までに登場。容姿はテレビシリーズとは異なり、サングラスのような黒い目と鉤爪が付属されている。
「怪人イカデビル」ではイカデビルなどにオリンピックの最終選考会から成田選手をさらわせ、仮面ライダー1号もおびきよせる。
「ゲルショッカー怪人ガニコウモル」では度重なる失態により首領に見限られ、東京湾の船上でブラック将軍と会う。ガニコウモルの不意打ちにより背中を負傷するも、仮面ライダー1号に助けられ、ガラガランダとは別の姿（地獄大使の手足がヘビに変わったような姿）の怪人に変身し、負傷した体でガニコウモルと戦う。
『仮面ライダーV3』では「ドクトルG最後の挑戦の巻」に登場。他の大幹部とともに怪人態（ガラガランダ）に変身して戦うが、ハリケーンジャイロカッターに敗れる。
『仮面ライダーSPIRITS』・『新 仮面ライダーSPIRITS』
第2部二十二話にてBADANの最高幹部・暗闇大使が操る時空魔法陣の力と改造人間プラントの素体、それに加え銀のドクロを憑代とすることで復活を遂げ登場。生前の記憶や自我は変わらず持ち合わせており、大首領にはかつてと変わらぬ忠誠と世界征服の遂行を誓うが、力ずくで自身に服従を強いる暗闇大使には面従腹背の姿勢を取っている。宿敵である仮面ライダー1号＝本郷猛とは相容れない対極の考えを持つゆえに思考を理解し合うほどであり、互いに相手の腹の内を完全に読み切り、無駄な会話すら必要としない阿吽のやり取りすら成り立っている。
上記の劇中未公表の設定をアレンジしたダモンとしての過去が描かれ、かつて従兄弟にして瓜二つのガモンと共にアルカトラズ刑務所から脱獄した後は東南アジアの小国の独立戦争で解放軍の将軍に就任し「力の悪魔」の異名を馳せて恐れられるようになるが、「知恵の悪魔」と称され戦果を挙げる参謀のガモンを疎ましく思い、政府軍による解放軍司令部への総攻撃の最中に彼を置き去りにして始末することで、自らのカリスマ性を高めより強い統率を成すことに利用していた。それゆえにガモンこと暗闇大使からは激しく憎まれており、BADANによって再生された他の大幹部や怪人たちがかつてと変わらぬ姿ながら生前の魂を持っていないのに対し、地獄大使だけは暗闇大使の復讐として生前の魂を有するも頭蓋や内臓が露出したゾンビのような醜い不完全な姿となっており、大首領やアマテラス（蘇生体）が現れた際などには自身の核である銀のドクロ（かつてのアマテラスの頭蓋）の影響で共鳴に苦しめられている。
BADANによる日本制圧後は再生ショッカーが管轄する東京の前線で配下の怪人軍団の指揮を執り、1号・2号と交戦していたが、デルザー軍団の台頭で仮面ライダー抹殺計画に支障を来したため、時空魔法陣によって1号を海底のショッカー基地へ拉致し、因縁の決着を付けるべく立ち回る。基地が海面に浮上した決戦の際、あえて1号の連撃を受けることで銀のドクロに身体の完全再生を促し、最後のショッカー怪人・ガラガランダとして他の怪人を巻き添えにしつつ1号に挑み、トカゲロンの無差別爆撃で胴体を両断されながらも執念で襲い掛かるが寸前で狼男（ゾル大佐）によって狙撃され、今際の際に「必ずまた蘇る」という台詞と「ショッカー軍団万歳!!」の叫びを遺して爆散する最期を遂げた。
ジェネラルシャドウが遠隔催眠によって暗闇大使に見せた幻覚の中にも登場。暗闇大使が裏切りを受けた記憶を呼び起こし、憎悪と怒りを掻き立て完全なサザングロスとして覚醒させる。
ゲーム作品
『仮面ライダー 正義の系譜』
声 - 沢りつお（地獄大使）、槐柳二（ガラガランダ）
初代の地獄大使を再生させたもの。仮面ライダーアギト＝津上翔一と戦う。
『仮面ライダー』
声 - 潮健児（地獄大使）、峰恵研（ガラガランダ）
操作可能キャラクターとして登場。ガラガランダにも変身する。ショッカーストーリーでショッカー怪人やゲルショッカー怪人を倒して勝ち残ると、最強怪人（改造された銀色のガラガランダ）へ再改造させられ、1号・2号に挑戦する。
舞台『MASKED RIDER LIVE&SHOW 〜十年祭〜』
声 - 中尾隆聖
演者は異なるが、「続きは劇場版で」と発言するなど、『劇場版ディケイド』と同一人物のような描写がある。

## ガラガランダ
『仮面ライダー』第79話に登場。地獄大使の正体。当初は別人であるかのように見せかけており、毒水道作戦の情報を本郷にリークし、その責任を負わされ処刑されかけたところを1号が助けるという自作自演の芝居を演じる。右手は鞭状になっており、一撃で鋼鉄を砕く威力を持つとされる。また、猛毒を持つ牙も武器である。設定では、毒を出し切ると、砂漠で毒を充填する必要があることが弱点とされる。
深夜に貯水池に現れ、毒水道作戦を実行しようとするが、事前に情報を得ていた仮面ライダー新1号に妨げられる。その後、少年仮面ライダー隊本部に匿われた地獄大使が、立花藤兵衛とライダーガールズだけになったところで正体を現し、藤兵衛らを捕らえる。そして、地獄大使はガラガランダの潜伏場所として伝えた浜松の砂丘で猛と滝和也を迎え撃ち、ガラガランダに変身する。腕の鞭や地中からの奇襲攻撃で1号を苦しめ、ライダー返しにも耐えて地中に逃れるも引きずり出され、最後はライダーキックを受けて地獄大使の姿に戻り、爆死する。
- 声 - 峰恵研
- スーツアクター - 滑川広志[出典 9]
- 脚本では最後の場面は地獄大使の姿に戻ることなく爆死していた[42]。

### その他の作品に登場するガラガランダ
映像作品
映画『オーズ・電王・オールライダー レッツゴー仮面ライダー』
声 - 鈴村健一
大ショッカーの地獄大使で、ショッカーの怪人連合としてガラガランダが登場。1971年では再生怪人として本拠地を警護し、2011年ではイカデビルやガニコウモルと共に電王やNEW電王と戦い、連携攻撃により倒される。
『仮面ライダー×スーパー戦隊 超スーパーヒーロー大戦』
レデュエやスペースイカデビルなどとともにショッカーの怪人として登場。姿は上記の『仮面ライダー1号』の際のヘビ型のマスクを装着した姿となっている。
『スーパーヒーロー大戦GP 仮面ライダー3号』
ショッカーの怪人として登場。
ゲーム作品
ゲーム『オール仮面ライダー ライダージェネレーション』
雑魚怪人としてガラガランダが登場。
複製ガラガランダ
ジュダの配下として登場する。
ゲーム『オール仮面ライダー ライダージェネレーション2』
前作同様、雑魚怪人としてガラガランダや複製ガラガランダが登場。
『お昼のショッカーさん』
声 - とぽ
ショッカー戦闘員たちの上司（大幹部）として登場。漫画およびアニメで主に登場するのは、イカデビルのため、たまにしか登場しないが、イカデビルとは様々な掛け合いを見せている。イカデビルと息が合わないともとれる描写もあるが、戦闘員たちからは仲良しと認識されている。

## 『仮面ライダーSD』
『仮面ライダーSD』シリーズには、八鬼衆の1人として関連作品に登場。暗闇大使との共演作品ともなっている。
『仮面ライダーSD マイティライダーズ』
頭が悪く、人望もない。度重なる失敗に魔神大首領は他の八鬼衆を呼ぶことを余儀なくされる。
『仮面ライダーSD 疾風伝説』
最終決戦にのみ登場。暗闇大使と共に1号・2号と戦う。
『仮面ライダーSD グランショッカーの野望』
近畿エリアの侵攻を担当。観光客を眠り病に罹らせる。

## コンパチヒーローシリーズ
ゲーム『SDザ・グレイトバトル 新たなる挑戦』
原典と異なり、処刑から救うことで仲間になるルートが用意されている。
ゲーム『特撮冒険活劇 スーパーヒーロー烈伝』
ショッカー大幹部として登場。怪人体・ガラガランダとして登場するが、キャラクターは地獄大使のもの。
別個体としてバダン大幹部のガラガランダも登場。「ショッカーの大幹部のガラガランダといとこ」という設定など、暗闇大使に近い設定となっている。
ゲーム『スーパーヒーロージェネレーション』
声 - 鈴村健一
仮面ライダーシリーズのエネミーユニットとして登場。

## 関連マシン
地獄大使
ゲーム『チャリンコヒーロー』でガラガランダが使用するマシン。地獄大使を模している。
ガラガラン＝スペシャルα
『仮面ライダーSD』で地獄大使が使用するマシン。ガラガランダを模している。

## 関連キャラクター
暗闇大使
『仮面ライダーZX』に登場する地獄大使の従兄弟。地獄大使と同じく潮健児が演じた。
『仮面ライダーSD』や『仮面ライダーSPIRITS』など後年の作品では両者の関わりが描写される。

ドクターQ
『兄弟拳バイクロッサー』で潮が演じたキャラクター。
非公式ではあるが、『もっとすごい科学で守ります!』では同一キャラクターの可能性が描かれている。

ビッグマシン
漫画『仮面ライダー』に登場するキャラクター。地獄大使のモデルとなったキャラクター。
コブラ男ガライ
『仮面ライダーJ』に登場するキャラクター。地獄大使をモデルとしたキャラクター。
マーダー
細井雄二（秋津わたる）版漫画『仮面ライダーZX』に登場するキャラクター。ショッカーの残党の科学者でガラガランダへ変身する。